# Arrondissement Oudenaarde
Arrondissement Oudenaarde (franska: Arrondissement d’Audenarde, Audenarde) är ett arrondissement i Belgien.   Det ligger i provinsen Östflandern och regionen Flandern, i den västra delen av landet, 50 kilometer väster om huvudstaden Bryssel.
Omgivningarna runt Arrondissement Oudenaarde är en mosaik av jordbruksmark och naturlig växtlighet. Runt Arrondissement Oudenaarde är det ganska tätbefolkat, med 207 invånare per kvadratkilometer.

## Kommuner
Följande kommuner ingår i arrondissementet;

- Brakel
- Horebeke
- Kluisbergen
- Kruishoutem
- Lierde
- Maarkedal
- Oudenaarde
- Ronse
- Wortegem-Petegem
- Zingem
- Zwalm